# 설국
《설국》(일본어: 雪国 유키구니[*])은 일본의 노벨 문학상 수상자 소설가 가와바타 야스나리의 작품이다.
1935년부터 《분케이슌주》 등의 잡지를 통해 연재되었으며, 1937년 처음 간행된 이래 내용 보강을 거쳐 1948년에 완전판이 공개되었다. 작가는 1968년 이 작품으로 노벨 문학상을 수상했다.
온천 마을을 배경으로 게이샤 고마코(駒子), 소녀 요코(葉子)와 주인공 간의 인간관계가 일본적인 관점의 서정적인 표현으로 묘사되어 높은 평가를 받았다.

## 등장인물
- 시마무라(島村) - 물려받은 유산으로 무위도식의 생활을 보내고 있는, 외국 무용의 비평이나 프랑스 문학의 번역 등을 하고 있는 문필가. 기혼.
- 고마코(駒子) - 동기(童妓) 시절 몸 값을 지불해준 남편의 사망 후 온천으로 들어옴. 춤 스승의 아들인 유키오의 치료비를 벌기 위해 게이샤로 일함. 
유키오와 혼담 얘기가 있었음. 요코와 설명하기 어려운 동질감을 갖고 있음.
- 요코(葉子) - 유키오의 새로운 애인. 유키오를 간호하기 위해 간호사 공부를 함. 유키오가 죽고 나서 온천에 정착. 화재 사건 때 사망.

## 줄거리
| “ | 국경의 긴 터널을 빠져나오자, 눈의 고장이었다. 밤의 밑바닥이 하얘졌다. 신호소에 기차가 멈춰 섰다. (国境の長いトンネルを抜けると雪国であった。夜の底が白くなった。信号所に汽車が止まった。) | ” |
|   | — 소설의 첫 문장 |   |

소설의 주인공 시마무라는 무용 연구가이다. 그는 북쪽 지방 눈이 많이 내리는 온천 거리의 고마코라는 기생에 끌려 몇 년 동안 계속 온천장에 찾아오곤 한다. 물론, 적극적으로 그 여인에게 구애를 하기 위함도 아니요, 헛되고 보람 없음을 알면서도 시마무라의 마음은 그녀에게 끌린다. 그때, 고마코를 통해 알게 된 젊은 요코. 시마무라에 대한 고마코의 사랑이 점차 고조되는 가운데 시마무라는 여인의 아름다움에 깊이 매혹되면서도 요코의 신비스러움과 지순함에 아름다움의 극치를 느끼게 된다. 소설의 결말에서 화재로 인한 여인의 죽음으로 이야기가 끝나지만, 죽음 자체도 아름다운 환상의 세계처럼 그려지고 있다.

## 집필
《설국》이 전개되는 구체적 무대는 니가타현의 에치고유자와(越後湯澤) 온천으로, 작가는 이곳에 직접 머물면서 작품을 집필해 나갔다. 이는 자연 풍경 묘사에 대한 작가의 관심 때문으로 여겨지는데, 계절의 변화를 관찰하며 집필했다.

## 작가와 작품간의 관계
어려서부터 부모, 누나, 조부모의 죽음을 차례로 겪으며 혼자 남은 쓸쓸함과 외로움을 견뎌야 했던 가와바타는 중학 시절, 화가가 되려던 꿈을 바꾸었다. 그러면서 그는 1924년 《문예시대》를 창간하면서 가와바타가 요코미쓰 리이치와 함께 하면서 전개한 '신감각파 운동'은 소박한 현실 묘사와 재현에만 머물러 있는 종래의 문학을 벗어나, 현실을 주관적으로 파악하여 지적으로 구성된 새로운 현실을 풍부한 감각의 세계로 창조하려는 시도였다. 이를 '설국'에 적용했다고 흔히 본다.